# Vanessa Allen Sutherland

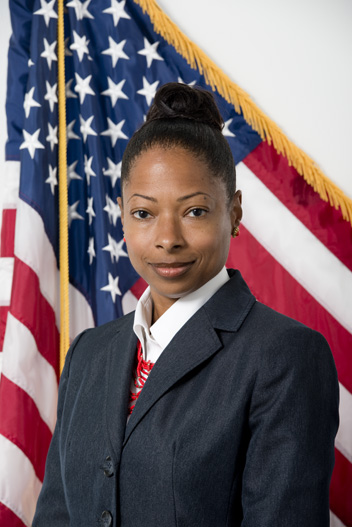
Vanessa Allen Sutherland

Vanessa Lorraine Allen Sutherland (* in Washington, D.C., Vereinigte Staaten) ist US-amerikanische Juristin und war von März 2015 bis Juni 2018 Leiterin des U.S. Chemical Safety and Hazard Investigation Board.

## Karriere
Vanessa Allen Sutherland erlangte an der American University Abschlüsse als J. D. und Master of Business Administration. Sutherland arbeitete unter anderem von 1997 bis 2004 im MCI-WorldCom-Konzern und anschließend von 2004 bis 2011 für Philip Morris USA bzw. Altria. Im Laufe ihrer darauffolgenden Tätigkeit für das Verkehrsministerium der Vereinigten Staaten nahm Vanessa Sutherland dort seit Oktober 2011 die Position des Chief Counsel to the Pipeline and Hazardous Material Safety Administration ein. Sie leitete eine Gruppe von 31 Juristen und wurde mehrfach für ihre Leistungen ausgezeichnet. Im März 2015 wurde Sutherland durch den damaligen Präsidenten Barack Obama zur Leiterin des U.S. Chemical Safety and Hazard Investigation Board ernannt und am 5. August 2015 vom Senat bestätigt. Ihre Amtszeit betrug fünf Jahre. Vanessa Allen Sutherland trat jedoch bereits im Juni 2018 als Leiterin der Behörde zurück.